# 浦野修
浦野 修（うらの おさむ、1943年（昭和18年）10月27日-2025年(令和7年)1月29日）は、日本の郵便局長、公務員、政治活動家。2008年から2009年まで全国郵便局長会会長を務めた（後任はのちに参議院議員となる柘植芳文）。日本会議東京都西多摩支部長、日本防災士会会長。

## 人物
東京都出身。昭島中神郵便局の前局長。日本防災士機構が認証する防災士の第1号。

## 来歴
- 1966年（昭和41年）3月 - 拓殖大学卒業
- 1966年（昭和41年）3月 - 特殊法人日本自転車振興会入社
- 1972年（昭和47年）11月 - 衆議院議員福田篤泰秘書
- 1980年（昭和55年）6月 - 昭島中神郵便局長
- 1998年（平成10年）3月 - 多摩西地区特定郵便局長会会長、東京地方特定郵便局長会理事
- 2002年（平成14年）3月 - 東京地方特定郵便局長会会長、全国特定郵便局長会理事
- 2007年（平成19年）5月 - 全国特定郵便局長会副会長
- 2008年（平成20年）5月 - 全国郵便局長会会長
- 2009年（平成21年）5月 - 全国郵便局長会顧問
- 2013年（平成25年）11月 - 瑞宝双光章受章
- 2014年（平成26年）8月 - 日本会議東京都西多摩支部の設立総会が開かれ、支部長に選出された[2]。